# Somari
Somari (рус. Сома́ри), также известна как Somari: The Adventurer (с англ. — «Сомари: Искатель приключений»), — видеоигра в жанрах сайд-скроллера и платформера, разработанная компанией Hummer Team и изданная Ge De Industry Co. в 1994 году для Famicom. Является нелицензионным воссозданием известной игры для Sega Mega Drive — Sonic the Hedgehog 1991 года. Широкое распространение получила в Азии, России и других странах, где производилось множество пиратских картриджей для NES. Как и в оригинале, игроку необходимо победить безумного учёного доктора Роботника, который замышляет превратить всех животных Южного острова в злых роботов. В отличие от оригинала, в игре в качестве главного героя используется талисман Nintendo Марио, а не Соник. Название представляет собой словослияние «Соник» и «Марио».

## Игровой процесс
Somari является двухмерным платформером и её игровой процесс в значительной степени аналогичен оригинальному Sonic the Hedgehog. Цель игры — победить Доктора Эггмана (Роботника), который превратил всех животных Южного острова в злых роботов. Однако место Соника заменяет Сомари, который повторяет облик Марио. Сомари, как и синий ёж, может быстро бегать, хотя игровой процесс в целом медленнее. Предметы, боссы, уровни и враги стилизованы под Sonic the Hedgehog.
Всего в игре 6 этапов (актов). Как и в Sonic, каждый уровень разделён на три акта, и третий акт заканчивается битвой с боссом Роботником. Сомари должен собрать 100 золотых колец, чтобы войти в бонусный этап в конце уровня, но из-за ранения врагом он теряет кольца. В игре используется таймер как в Сонике. Однако независимо от того, сколько времени засчитано, игрок всегда получает «бонус времени» в размере 5000 очков. Хотя Somari заимствует концепции игровой динамики из оригинального Sonic the Hedgehog, их реализация во многом различается. В отличие от оригинальной игры, персонаж может исполнять кручёный рывок (англ. spin dash), впервые реализованную в Sonic the Hedgehog 2. В то время как Соник теряет все свои собранные кольца после ранения врагом, Сомари всегда теряет 3 кольца, даже если носит с собой только одно. Все обычные и бонусные уровни игры, за исключением Scrap Brain Zone, основаны на первой игре из серии игр про Соника — Sonic the Hedgehog, выпущенной в 1991 году. Звук в игре аналогичен оригиналу, но его качество ухудшено из-за 8-битной системы NES. Движение Сомари основано на механике и физике персонажа Соника из Sonic the Hedgehog 2.

## Разработка и выпуск
Somari была разработана независимыми разработчиками из тайваньской компании Hummer Team, хотя в игре они подписаны как Somari Team. Издателями выступили Ge De Industry Co.. Само название «Сомари» — комбинация слов «Соник» и «Марио». Тайваньский товарный знак «Somari» был зарегистрирован 1 марта 1994 года (по данным сайта Бюро интеллектуальной собственности в КНР — в апреле). В 1995 году журнал Game Urara выложил статью, в которой упоминается тот факт, что Somari был завезён в Японию. Игра продавалась в Гонконге и России в конце 1990-х годов. Сегодня её можно найти в специализированном игровом магазине в Сан-Франциско.

## Восприятие
Хотя Somari не показывает обоих персонажей в одной игре, тот факт, что Марио был помещён в мир Sonic the Hedgehog, был отмечен с удивлением. Роман Ерёмин из российского игрового журнала «Великий Dракон» отметил в своём обзоре то, что пользователи приставок Nintendo наконец смогут «приблизительно почувствовать прелести» Соника. Такое же мнение высказал и официальный журнал Dendy. Вторая зона игры — «Мраморная» — для него была очень трудной при прохождении. Окончательная оценка журнала — 4 из 10.
Несмотря на сходство между Somari и оригинальной игрой, рецензенты отметили множество различий между ними. Современные критики подчеркнули сложность игры по сравнению с оригиналом. Somari характеризовалась наличием сложных элементов управления (хотя в обзорах утверждалось, что их можно освоить со временем).

«…несмотря на переход на восьмибитный формат, игра значительно усложнилась. Наверняка, ваша первая попытка пройти её закончится быстро и печально. Остальные жизни вы просадите чуть дальше, но в пределах первого уровня.
…На самом деле всё не так сложно, надо просто привыкнуть к повадкам Сомари».— Роман Ерёмин
Сергей Супонев из телепрограммы «Денди — Новая реальность» заявил, что «Somari для Dendy не совсем Sonic the Hedgehog для Sega» и назвал её «нужной и своевременной игрой». GamesRadar включил Somari в свой список «Безумных ромхаков», назвав его «отстоем» из-за плохой физики и неотзывчивого управления, и порекомендовал игрокам, которые хотят кроссовер с участием Марио и Соника, приобрести Super Smash Bros. Brawl. Fragmaster из GameSpy назвал Somari «хорошим ромхаком Sonic на NES» и похвалил управление, но в то же время отметил баги и нелепую физику. Сайт Atari HQ назвал игру «потрясающей и оригинальной» с «более чем адекватным» портированием уровней. Журналом «Игромания» Somari была прозвана «смешным игровым гибридом». Джеймс Стёрджес из Defunct Games назвал главным минусом игрового процесса Somari медленность главного героя («ему нужны годы, чтобы разогнаться»), но графику он оценил положительно. Фредерик Гехтер из французского сайта «Rom Games» назвал код «некорректным, небрежным», а музыку — «настоящей пыткой для ушей».
Somari стала первым и самым известным кроссовером (в данном случае «бутлегом») персонажей Соника и Марио и, по версии сайта Super Jump, одним из самых печально известных названий для Dendy.